# Калимера (Вибо Валенција)
Калимера је насеље у Италији у округу Вибо Валенција, региону Калабрија.
Према процени из 2011. у насељу је живело 623 становника. Насеље се налази на надморској висини од 137 м.